# 弗吉尼亞山
弗吉尼亞山（英語：Mount Virginia），是南極洲的山峰，位於埃爾斯沃思地，處於先驅高地北端，屬於赫里蒂奇嶺的一部分，美國地質調查局根據測量和該國海軍的空中照片繪入地圖，現時由南極條約體系管理。